# Future Virology
Future Virology es una revista médica mensual revisada por pares publicada por Future Medicine. El editor en jefe es Mark Wainberg ( Universidad McGill ). La revista cubre todos los tipos de virus , tanto desde la perspectiva de la salud humana (vacunas y prevención de enfermedades, tratamiento de enfermedades y resistencia a los medicamentos). La revista se estableció en 2006 y es publicada por Future Science Group.

## Resumen e indexación
La revista está resumida e indexada por Biobase , Chemical Abstracts, Embase/ Excerpta Medica , Science Citation Index Expanded y Scopus . Según Journal Citation Reports, la revista tiene un factor de impacto de 1,831 en 2020, lo que la ubica en el puesto 30 entre 33 revistas en la categoría "Virología".
Según Academic-Accelerator, la revista tiene un factor de impacto de 1.831 para el período 2021-2022.

## Métricas de revista
2022
- Web of Science Group : 1.831
- Índice h de Google Scholar: 38
- Scopus: 2.206